# Барчево (гмина)
Барчево (пол. Barczewo) — городско-сельская гмина (волость) в Польше, входит как административная единица в Ольштынский повят, Варминьско-Мазурское воеводство. Население — 16 315 человек (на 2004 год).

## Демография
Данные по переписи 2004 года:
| Перепись                       | Всего   | Всего | Женщины | Женщины | Мужчины | Мужчины |
| ------------------------------ | ------- | ----- | ------- | ------- | ------- | ------- |
| Единицы                        | человек | %     | человек | %       | человек | %       |
| Население                      | 16 315  | 100   | 8204    | 50,3    | 8111    | 49,7    |
| Плотность населения (чел./км²) | 51      | 51    | 25,6    | 25,6    | 25,4    | 25,4    |

## Сельские округа
1. Барчевко
2. Барк
3. Бартолты-Вельке
4. Бедово
5. Богданы
6. Едзбарк
7. Каплитыны
8. Кежлины
9. Кромерово
10. Кроново
11. Круполины
12. Лямково
13. Лешно
14. Лапка
15. Ленгайны
16. Маруны
17. Мокины
18. Недзведзь
19. Никельково
20. Одрыты
21. Радосты
22. Рамсово
23. Рамсувко
24. Рушайны
25. Скайботы
26. Старе-Влуки
27. Шиново
28. Випсово
29. Вуйтово
30. Вроциково
31. Залесе

## Поселения
1. Барчевски-Двур
2. Бартолты-Мале
3. Богданы
4. Червоны-Бур
5. Дадай
6. Домбрувка-Мала
7. Добронг
8. Гай
9. Кежбунь
10. Климково
11. Ключник
12. Колаки
13. Короново
14. Кронувко
15. Лямкувко
16. Лешно-Мале
17. Ожехувко
18. Пруле
19. Рейчухы
20. Рыцыбалт
21. Сапунки
22. Сапуны
23. Студзянек
24. Тенгуты
25. Тумяны
26. Жарек

## Соседние гмины
1. Гмина Бискупец
2. Гмина Дывиты
3. Гмина Дзвежуты
4. Гмина Езёраны
5. Ольштын
6. Гмина Пурда